# تشياكي كاواماتا
تشياكي كاواماتا (باليابانية: 川又千秋) (4 ديسمبر 1948، أوتارو في اليابان)؛ روائي ياباني.